# Francisco Rivera Cela
Francisco Rivera Cela (Lugo, 29 de septiembre de 1941) es un colaborador de prensa español.
Rivera preside la Asociación Provincial de Radio y Televisión de Lugo, desde donde instauró hace 20 años los premios Lucenses del Año, asimismo fue responsable del Bimilenario de Lugo y del Patronato de Cultura lucense.
Su carrera comenzó en noviembre de 1954 con un programa de deporte escolar. A partir de entonces, ha trabajado en conocidos medios como El Progreso, Localia, Telelugo o la Cope. 
Actualmente, sigue colaborando en la radio y mantiene un blog en la web del Grupo El Progreso, donde aborda asuntos de gran relevancia como la climatología de Lugo, los programas que ve en televisión o las conversaciones telefónicas que mantiene con otros señores orinados.
Es padre de la escritora y política Marta Rivera de la Cruz, con quien coescribió el libro Lucenses II.
Aunque está colegiado, no es periodista.

## Libros publicados
- Lucenses (Ed. Celta, 1974).
- Lucenses II (1999).